# Hallucinogen
Hallucinogen, de son vrai nom Simon Posford, né le 21 ou le 28 octobre 1971, est un producteur, DJ et ingénieur du son britannique de trance. Il utilise ce nom dans le cadre d'un projet en solo de trance psychédélique (genre également appelé trance Goa ou psytrance) qui a abouti à la publication de trois albums ; le premier, Twisted, est un des albums fondateurs du genre, et même l'album de trance psychédélique le plus vendu au monde selon Sputnikmusic. Ce nom de scène est à distinguer des groupes auxquels a participé Simon Posford, Shpongle (avec Raja Ram), Younger Brother (avec Benji Vaughan) et Celtic Cross (avec Martin Glover), qui sont des projets musicaux plus downtempo.

## Biographie
Simon Posford se lance dans la production de musique électronique en 1991 au sein d'une formation trance psychédélique, dub, ambient nommée Purple Om.
Après avoir entendu pour la première fois un des tout premiers morceaux de trance de l'histoire, The Age of Love, produit par le groupe Age of Love en 1990, Simon Posford commence à produire de la musique trance aux Butterfly Studios sous le pseudonyme Gumbo en 1993, puis s'est fait connaître sous le nom de scène Hallucinogen (il aurait démarré ce projet Hallucinogen aux alentours de 1992, inspiré par une soirée notoire où il avait consommé du LSD) en publiant un premier single Alpha Centauri / LSD en 1994, puis un premier album, Twisted en 1995 ; le morceau introductif de l'album, L.S.D., se hisse à la 45e place du Top 50 français le 26 février 1996, fait rare pour un morceau de trance psychédélique, qui plus est pour un artiste issu de la scène underground.
La popularité d'Hallucinogen a grandement contribué au développement de la scène trance psychédélique, c'est pourquoi ce projet est reconnu comme l'un des pionniers de ce style de musique, en compagnie de Man With No Name, Juno Reactor, X-Dream, Total Eclipse, Koxbox, Etnica, Cosmosis, Astral Projection et The Infinity Project.
Twisted, le premier album d'Hallucinogen, obtient un impact indubitable sur la scène trance Goa ou psytrance des années 1990 du fait que la musique qu'il produisait utilisait des sonorités expérimentales et des thématiques chamanistes liées à la transe - les rituels et les drogues y étant associées - mais comportait surtout des mélodies, ce qui était plus rare au cœur des scènes acid trance et trance Goa, à cette époque. Il comportait en outre la pièce d’ouverture, LSD bien sûr, qui devint sans doute le premier tube de l’histoire de la trance psychédélique. Simon décide ensuite de crée son label discographique Twisted Records qui deviendra le label de trance le plus respecté.
Simon Posford poursuit en parallèle son travail ambient, dans un second projet appelé Shpongle avec Raja Ram, patron de la maison de disques TIP Records et ancien membre du groupe The Infinity Project. Le style de Shpongle est davantage axé sur les morceaux ambient et chill-out et influencé par le dub présent dans leurs opus Are You Shpongled? et Tales of the Inexpressible. Simon Posford travaille à de nombreux autres projets de musique électronique, dont Dub Trees, dans un style davantage orienté vers le dub. Il a également travaillé avec l'artiste anglais de rock progressif, Alan Parsons, A Valid Path, un album downtempo et electronica, sorti en 2004.
En 2020, il revient avec l'album Flux and Contemplation - Portrait of an Artist in Isolation, qu'il publie sous son vrai nom.

## Discographie

### Albums studio
- 1995 : Twisted
- 1997 : The Lone Deranger
- 2002 : In Dub
- 2009 : In Dub Live (album live)
- 2020 : Flux and Contemplation - Portrait of an Artist in Isolation (sous son propre nom Simon Posford)

### Singles et EP
- 1996 : Space Pussy
- 1996 : Deranger
- 2000 : Mi Loony Um!